# Майкув-Дужи
Майкув-Дужи (пол. Majków Duży) — село в Польщі, у гміні Воля-Кшиштопорська Пйотрковського повіту Лодзинського воєводства.
Населення — 386 осіб (2011).
У 1975-1998 роках село належало до Пйотрковського воєводства.

## Демографія
Демографічна структура станом на 31 березня 2011 року:
|          | Загалом | Допрацездатний вік | Працездатний вік | Постпрацездатний вік |
| -------- | ------- | ------------------ | ---------------- | -------------------- |
| Чоловіки | 198     | 49                 | 132              | 17                   |
| Жінки    | 188     | 41                 | 106              | 41                   |
| Разом    | 386     | 90                 | 238              | 58                   |